# Lakostjärnarna (Lima socken, Dalarna, 676878-136194)
Lakostjärnarna är en sjö i Malung-Sälens kommun i Dalarna och ingår i Dalälvens huvudavrinningsområde.